# Martin Stošek
Martin Stošek (* 4. Januar 1994) ist ein tschechischer Mountainbiker, der im Cross-Country aktiv ist.

## Sportlicher Werdegang
Mit dem Mountainbikesport begann Stošek im olympischen Cross-Country und erzielte in der U23 eine Reihe von Top10-Platzierungen bei nationalen und internationalen Rennen. Nach dem Wechsel in die Elite startete er in der Saison 2019 parallel im Mountainbike-Marathon und gewann drei Rennen der UCI Marathon Series und die nationalen Meisterschaften, worauf er sich vermehrt dem Marathon zuwandte.
2020 wurde Stošek Dritter der UCI-Mountainbike-Marathon-Weltmeisterschaften. 2021 wurde er Mitglied im Canyon Northwave MTB Team, einem Marathon-MTB-Team, zu dem auch Andreas Seewald und Kristián Hynek gehören. In der Saison 2021 gewann er die Bronzemedaille bei den UEC-Mountainbike-Europameisterschaften sowie den MTB Sakarya Cup als Teil der UCI-Mountainbike-Marathon-Serie nach deren Relaunch.
In der Saison 2022 gewann er im Team mit Andreas Seewald zunächst das Andalucía Bike Race, bevor sie des Absa Cape Epic auf dem zweiten Platz der Gesamtwertung beendeten.

## Erfolge
2019
- Tschechischer Meister – Marathon XCM
- drei Erfolge UCI MTB Marathon Series

2020
- Weltmeisterschaften – Marathon XCM
- ein Erfolg UCI MTB Marathon Series

2021
- Europameisterschaften – Marathon XCM
- MTB Sakarya Cup

2022
- Andalucia Bike Race (mit Andreas Seewald)

2023
- Swiss Epic (mit Marc Stutzmann)